# Basilica di Santa Maria Assunta (Clusone)
La basilica di Santa Maria Assunta e San Giovanni Battista è la parrocchiale e il principale luogo di culto cattolico di Clusone, in provincia di Bergamo, dal 6 luglio 1711, e dal 28 luglio 1961 basilica minore.

## Storia

### Le origini romane
La basilica dedicata a santa Maria Assunta e san Giovanni Battista a Clusone è sorta, secondo la tradizione, sulle rovine di un antico tempio romano dedicato alla dea Diana così come tramandato da Bernardino Baldi il quale riteneva che la lapide che indicava DIANAE C(…[M(…)S(…) che porterebbe alla lettura di a Diana Clusonia dedicato fosse stata murata nell'abside presbiteriale, anche se non è mai stata recuperata.. Se questa non è mai stata trovata è però indicata dalla reslazione della visita pastorale del Borromeo del settembre 1575 la presenza della lapide dei due coniugi Marco Reburro e Pittiena Massima che furono poi, sempre su ordine dell'arcivescovo, nel cimitero, dove era già presente quelle con la dicitura armorum custodi. Entrambe successivamente sono state donate al museo archeologico di Bergamo.

### La Pieve
Se fino al V secolo d.C. vi era solo la chiesa di Bergamo sede vescovile, con l'aumento della popolazione nelle valli bergamasche furono delegati dal vescovo presbiter che curassero le anime nelle diverse localita, si formarono quindi circoscrizioni conosciute come pievi dal latino Pagus e Clusone fin dall'VIII secolo venne scelto per ospitare l'ecclesia della pieve a cui tutta l'alta valle Seriana faceva riferimento. Anche se non è possibile stabilire la data esatta in cui la chiesa divenne “battesimale” e pieve, il primo documento a testimonianza della presenza di questo luogo di culto è un testamento redatto da Aucunda figlia di Stabile databile tra l'828 e l'837, che nomina tra i beni patrimoniali, la chiesa di Santa Maria in Clisione Una permuta datata 909 conservata nell'archivio di Stato di Bergamo, cita l'“ecclesia” di Santa Maria di Clusone. Ma numerosi sono i documenti di permuta di proprietà e donazioni conservati negli archivio parrocchiale, vescovile e nell'Archivio di Stato del territorio. Nel 1260 la chiesa è inserita nella lista delle chiese di Bergamo sottoposte a un censo imposto dalla chiesa di Roma, dove è citata come "caput plebis", nuovamente nel 1304 nel sinodo diocesano indetto dal vescovo Giovanni da Scanzo con la presenza di un diacono proveniente dalla chiesa di Santa Maria.
Non vi era certo accordo tra gli arcipreti e le diverse famiglie cittadine, nonché con i disciplini che erano una presenza molto numerosa, ma che essendo, per regola, portatori di pace, riuscirono a portare una certa rappacificazione. Il XIV secolo con la dominazione viscontea il territorio ebbe un periodo di grave carestia che si risentiva anche nella gestione delle chiese, e anche Clusone presenta in quel secolo la difficoltà nel mantenere il clero presente nella pieve.
Non vi era accordo tra la pieve e le diverse parrocchie, nonché tra le fazioni guelfe e ghibelline del territorio, risulta infatti che il 28 maggio 1297 una squadra armata al comando dell'arciprete clusonese Bonacore de Bunizonibus, ghibellino, assalì l'abitazione che il vescovo di Bergamo aveva ad Ardesio distruggendo la piccola chiesa con l'altare maggiore. Nel 1304 il vescovo Giovanni da Scanzo denunciava ed emanava decreti per fermare gli aggressivi e scandalosi comportamenti del clero.
Nel 1360 era inserita nell'elenco nota ecclesiarum Civitatis et Episcopatus Bergomi voluto da Bernabò Visconti per conoscere le taglie e le decime imposte al clero e alle chiese da papa Innocenzo VI, ma che i Visconti stessi volevano, essendo Barnabò contro il papa e che desiderava incassare il frodo e usarlo contro Roma. Nella nota viene documentata la presenza di sei canonici, anche se successivamente ne saranno sempre indicati quattro e con ben undici chiese pertinenti.
Non si conosce quale fosse la struttura della chiesa primitiva edificata nel IX secolo e poi riedificata in quello XIII, anche se gli atti della visita pastorale diocesana di san Carlo Borromeo del 22/25 novembre 1575 è descritta come: «curatam, satis amplam et ornatam» a una sola navata, con soffitto in legno consunto, sostenuto da tre archi a sesto acuto, della lunghezza di 30 m, dotata di tre porte sul lato meridionale e quella principale occidente; a sud-est vi era il campanile e vi erano 13 altari oltre il maggiore completo della statua lignea della Vergine Assunta. Era anticipata da uno spazio cimiteriale con sepolture comunitarie e altre private con lapidi che erano addossate anche alla parete della chiesa, ma altri cimiteri si trovavano vicino alle chiese clusonesi. La congregazione del Santissimo Sacramento, che sarà la più importante e numerosa della chiesa si istituì il 19 aprile 1495 quando fu stilato lo statuto.
Le pievi finirono lentamente a iniziare dai primi del Cinquecento con l'avvento a Bergamo dei vescovi veneziani e definitivamente con il concilio di Trento, che aveva evidenziato i problemi gravi in cui si trovavano le varie diocesi. Anche quella di Bergamo presentava problematiche serie, risulta infatti, che i diversi prelati si allontanavano dalle parrocchie nominando sostituti per le celebrazioni eucaristiche, permettendo anche la presenza di seguaci del luteranesimo. La riforma e la visita pastorale diocesana voluta da papa Gregorio XIII. portarono a un cambiamento importante anche nella basilica mariana.

### Il rifacimento seicentesco e attualità
Nel 1613 furono iniziati i lavori per la costruzione della torre campanaria, i cui lavori erano stati deliberati il 1° aprile dell'anno precedente e conclusi nel 1621. La cupola coronata dalla statua di san Giovanni Battista, fu posta nel 1624, ma questo indicava che la chiesa non rispondeva più alle esigenze cittadine, per questo si pensava alla sua ricostruzione.
Fu l'arciprete Alessandro Ghirardelli ad avviare nel 1659 la costruzione di una nuova chiesa, essendo l'antica pieve troppo rovinata e impossibile da ristrutturare. Grazie alla sua eredità lasciata alla fabbrica per la nuova chiesa, dopo la sua morte del 30 settembre 1686, si prese la decisione di costruirne una nuova.
Venne costruita su disegno di Giovanni Battista Quadrio, figlio di Gerolamo architetto della Fabbrica del Duomo di Milano. Tra il 1688 e il 1698 per ordine dell'arciprete Ventura Carrara di Bergamo il progetto subì alcune modifiche eseguite nel 1688 da Gian Maria Terzini e Francesco Cifrondi. Nel 1887 venne realizzata la nuova pavimentazione in marmo nero.
Fu consacrata il 6 luglio 1711 dal cardinal Pietro Priuli, vescovo di Bergamo con il titolo di Santa Maria Assunta e San Giovanni Battista. Fu elevata al rango di Basilica Minore da papa Giovanni XXIII il 28 luglio 1961.
Il 30 luglio 2010 venne sostituito il vecchio portale in legno con uno in bronzo realizzato con una tecnica di un'unica colata, opera di Mario Toffetti, rappresentante alcuni episodi della vita di san Giovanni Battista: la predicazione del santo, la profetizzazione dell'arrivo dell'Agnello di Dio, la visita di Maria Vergine a santa Elisabetta, la vocazione del Battista, il battesimo di Gesù, l'arresto, la decapitazione.

## Descrizione

### Misure e dimensioni
| Parametro | Misura  |
| --------- | ------- |
| Lunghezza | 50,20 m |
| Larghezza | 18,20 m |
| Altezza   | 20,30 m |

### Esterno

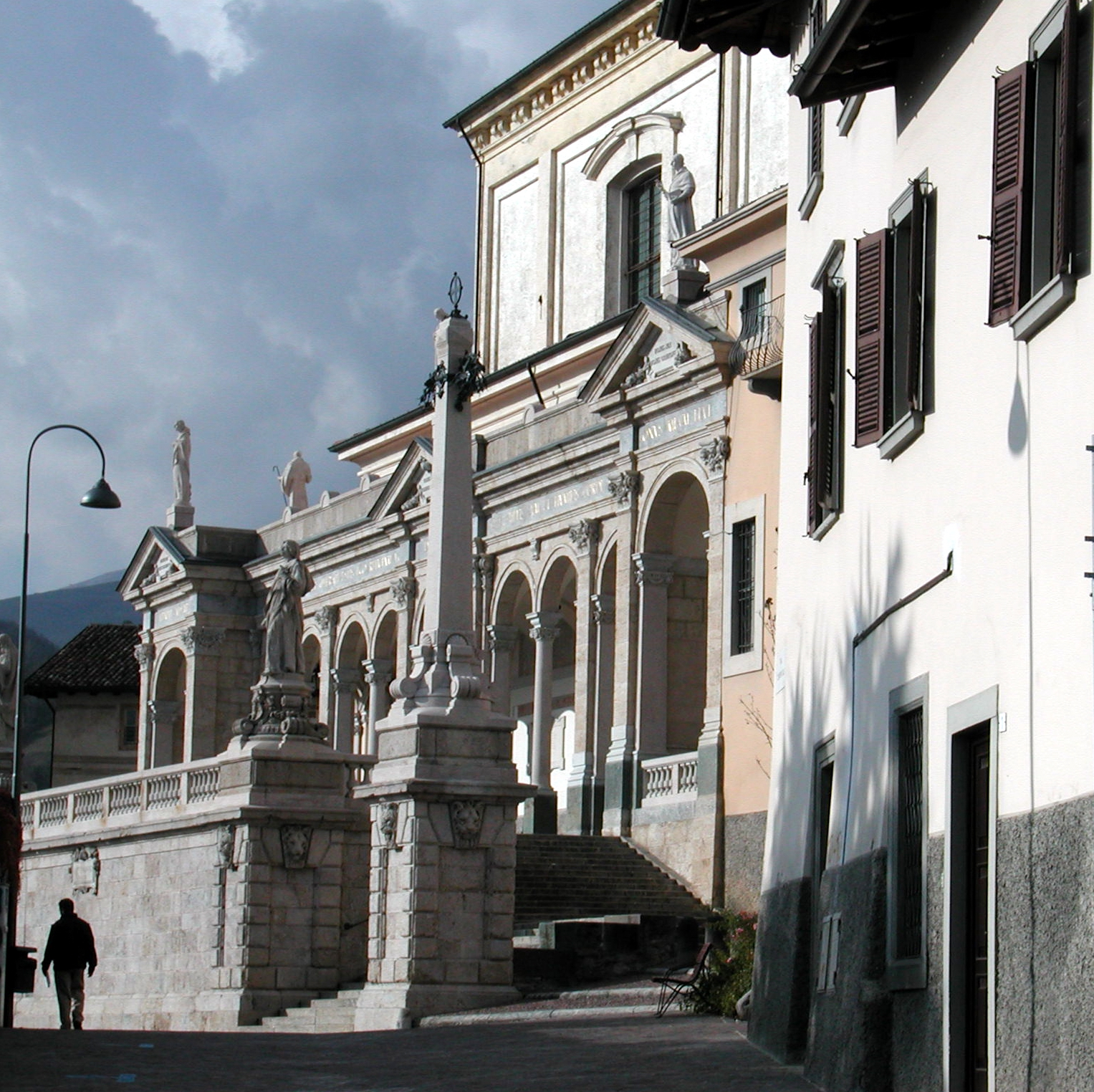
Scorcio del sagrato e del portico

La basilica di Santa Maria Assunta e San Giovanni Battista sorge nel centro dell'abitato di Clusone.
L'esterno dell'edificio di culto è caratterizzato dal portico, iniziato nel 1894 su progetto di Virginio Muzio, posto lungo la fiancata destra della chiesa e preceduto dall'ampio sagrato. Quest'ultimo è rialzato ed è cinto da una balaustra decorata con alte statue marmoree di quattro evangelisti scolpite da Angelo Magnoni su modello in legno degli scultori Giuseppe Rovida di Rovetta e Giacomo Sozzi di Catione. Nel 1938 vennero poste sulla trabeazione le statue del beato Alberto di Villa d'Ogna, del santo Gregorio Barbarigo e dell'Assunta opere di Giovanni Avogadri, quest'ultima caduta e rovinata viene sostituita nel 1991 con un'opera di Verdi. Il piazzale è raccordato a via Pier Antonio Brasi, che si trova ad una quota inferiore, tramite tre scalinate, due frontali ed una laterale; la scalinata di sinistra è caratterizzata da un andamento curvilineo.
Il portico è coperto con volta a crociera e si compone di cinque campate centrali e due avancorpi alle estremità. Questi ultimi e la campata di mezzo sono costituiti da un arco a tutto sesto poggiante su semipilastri ionici e affiancato da due lesene composite; le restanti quattro campate si aprono sull'esterno con una bifora ciascuna sorretta al centro da una colonne ionica liscia. Sotto il portico vi sono tre portali.
La facciata della chiesa è leggermente a salienti ed è priva di particolari decorazioni. Al centro, in alto, vi è un finestrone rettangolare mentre, in basso, si apre il portale.
La costruzione della torre campanaria ebbe inizio il 17 marzo 1613 con l'arrivo alla cella campanaria nel 1621, per essere ultimata con la posa della statua in pietra di san Giovanni Battista nel 1624. La statua venne sostituita nel 1979. Il campanile ha un'altezza di 66,5 m, che con la statua di san Giovanni raggiunge i 70 m.
Possiede un concerto di 12 (13 considerando anche la Fanzaga nella lanterna) campane in Si♭2 grave

### Interno

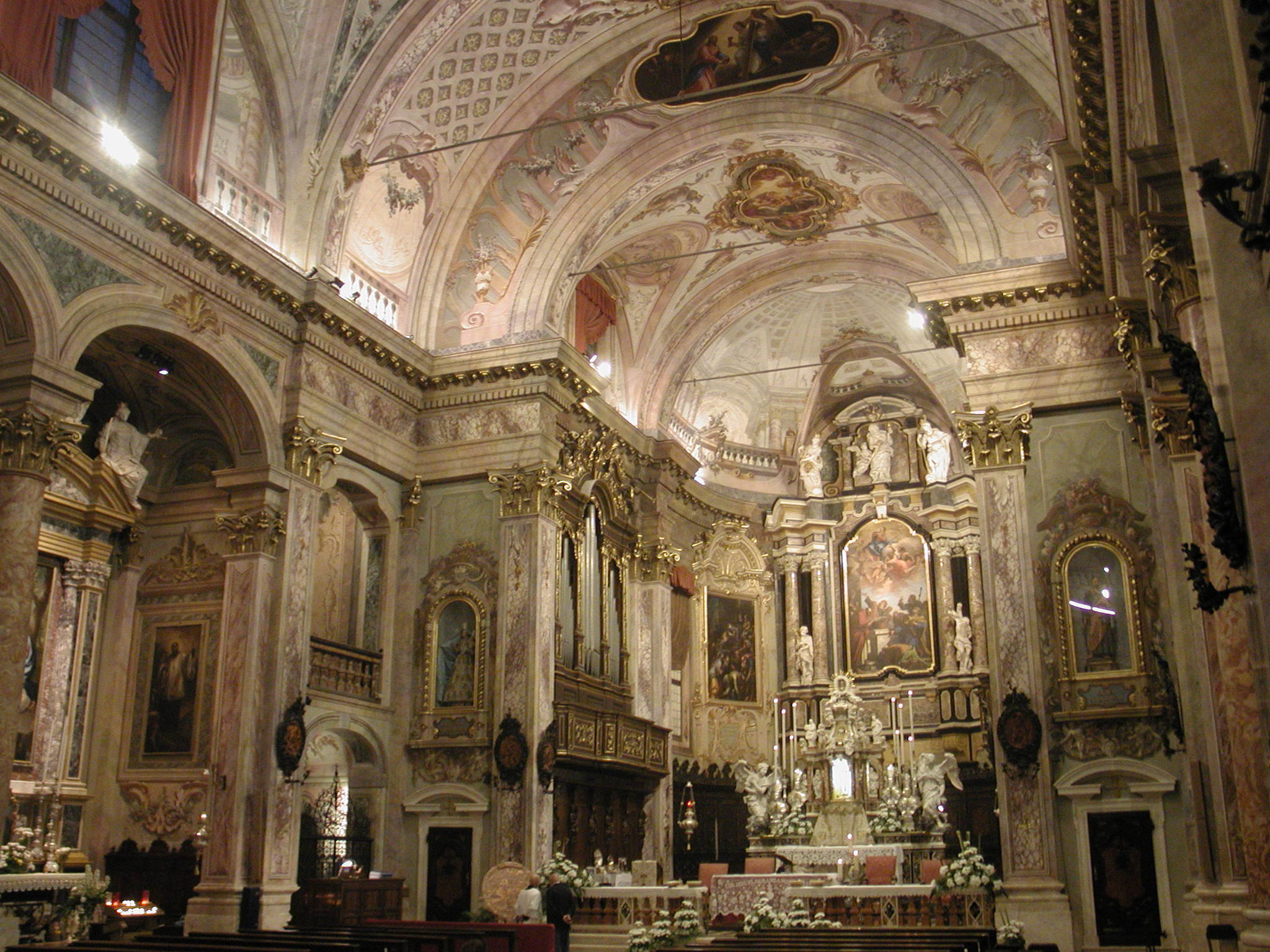
L'interno

L'interno della basilica è costituito da un'unica navata lungo la quale si aprono otto cappelle laterali delimitate da archi ribassati poggianti su colonne corinzie alte 8,30 m ciascuna. La navata termina con una profonda abside semicircolare

#### Navata
La volta nella navata, che è a crociera, e quella dell'abside, che è a botte lunettata, sono state affrescate da Bernardo Brignoli. Sono invece di Antonio Cifrondi le tele delle medaglie, raffiguranti il Giudizio Universale, l'Incoronazione della Vergine, Angeli musicanti e Gesù nel Getsemani. Sempre del Cifrondi sono le due tele in controfacciata, raffiguranti il Battesimo di Gesù (a sinistra) e la Predicazione del Battista (a destra). La via Crucis, in rilievo, risale al 1909 ed è un'opera dello scultore di Treviolo Cesare Zonca.
Ai due lati dell'abside sono collocate, ciascuna entro la propria nicchia, due statue raffiguranti la Madonna del Rosario (1730), di Andrea Fantoni, e San Giuseppe (1870), di Giovanni Maria Benzoni.

#### Abside e presbiterio
L'altare maggiore realizzato tra i 1702 e il 1732 venne disegnato da Andrea Fantoni e i Corbarelli di Brescia realizzarono le quadrature e gli intarsi marmorei, mentre i Fantoni di Rovetta la tribuna e le statue. Andrea Fantoni realizzò personalmente i due angeli laterali e il paliotto raffigurante il Trasporto dell'Arca dell'Alleanza ritraendosi tra i personaggi. L'altare è anche ornato dalle statue della Fede, della Generosità e della Fortezza; sulle colonne laterali, vi sono le statue di San Giovanni Battista e San Sebastiano.
Alle spalle dell'altare, vi è la pala che raffigura l'Assunzione di Maria  di Sebastiano Ricci dipinta tra il 1711 e il 1713. Alla destra della pala si trova la Nascita di san Giovanni Battista di Domenico Carpinoni e, alla sua destra, il Martirio di San Giovanni Battista
Gli stalli lignei del coro, in legno di radica, vennero realizzati da Domenico Visinoni e completati nel 1699 dalla bottega fantoniana.

#### Cappelle laterali
Si presentano a partire da destra:
Cappella dedicata alla Natività
La prima cappella di destra è dedicata alla Natività di Gesù e il suo altare venne realizzato nel 1754 da Grazioso Fantoni junior (1754-1756). La pala d'altare, di Gaspare Diziani, è affiancata dalle statue di Santo Stefano (1702) e di Sant'Antonio da Padova (1732), entrambe di scuola fantoniana. Sulla parete di destra si trova la tela di San Valentino, di Antonio Cifrondi. Nella cappella è custodita una reliquia della Vera Croce.
Cappella dedicata ai defunti
La seconda cappella di destra è dedicata ai defunti e il suo altare venne realizzato nel 1720 da Domenico Corbarelli con statue di Andrea Fantoni. La pala raffigura la Santissima Trinità con la Madonna, san Giuseppe e san Gregorio che intercedono per i defunti ed è opera di Domenico Carpinoni, alla quale si deve anche il dipinto sulla parete destra che raffigura San Carlo e sant'Ambrogio in preghiera davanti alla Madonna di Loreto.
Cappella dedicata all'Angelo custode
La terza cappella di destra è dedicata all'Angelo custode. L'altare venne realizzato nel 1759 da Grazioso Fantoni junior e sostituì quello del 1711, sempre della bottega fantoniana, mentre la pala è precedente e venne dipinta nel 1659 da Pietro Ricchi e raffigura la Vergine che appare a santa Orsola con due sue monache e all'Angelo con il Bambino; dietro il quadro, sono custodite le reliquie della basilica. Alla parete sinistra dell'altare è appesa la tela di Antonio Cifrondi con la Madonna e sant'Antonio da Padova.
Cappella dedicata al Crocefisso
La quarta cappella di destra è dedicata al Crocifisso e, sull'altare, realizzato nel 1698 da Andrea Fantoni e la sua bottega, si trova un gruppo scultoreo in legno raffigurante San Gaetano e san Carlo in adorazione del Crocifisso, sormontato da un angelo con le insegne vescovili. A destra dell'altare si trova un quadro del XVIII secolo, di Domenico Caretti, con Maria Addolorata con le sette spade dei dolori che le trafiggono il cuore. A sinistra, invece, vi è un quadro con i Santi Filippo Benzi e Giuliana Falconieri.
Cappella dedicata a Sant'Antonio di Padova
La cappella dedicata a Sant'Antonio di Padova è opera della bottega di Carlo Carra del 1667, con le allegorie della Prudenzae della Giustizia messe a fianco dello stemma della famiglia Fogaccia. L'altare con la mensa posta su di un sarcofago sorretto da tre leoncini e da due putti, era destinato alla custodia delle reliquie di martiri, la pala d'altare rappresentante sant'Antonio con Bambino e la Madonna è opera di Giambettino Cignaroli che firma l'opera sul libro aperto ai piedi del santo.
Cappella dedicata al Rosario
La terza cappella di destra è dedicata al Rosario, come il suo altare opera dei Manni di Desenzano, dei Fantoni la statua di Giuditta che tiene nelle mani la spada e la testa di Oloferne e di Ester con lo scettro regale.
Cappella dedicata a San Lorenzo
La seconda cappella di sinistra è dedicata a San Lorenzo e l'altare venne realizzato nel 1629 dalla bottega di Giovanni Antonio Carra su commissione della famiglia Gromelli. Esso è affiancato dalle statue lignee secentesche di San Rocco e Sant'Antonio Abatedi Giovanni Battista Torcelli di Chiari.
Cappella dedicata alla Deposizione di Gesù
La prima cappella di sinistra è dedicata alla Deposizione di Gesù ed era, un tempo, sede dei disciplini, l'altare è un assemblaggio dei marmi recuperati dalla demolizione del precedente. Il paliotto dell'altare è decorato con le statue di San Cristoforo e San Rocco e del Redentore tra la Preghiera e la Penitenza, realizzate tra il 1725 e il 1730. Nell'ancona vi è la Deposizione di Gesù dalla Croce di Domenico Carpinoni, affiancata dalle statue di San Giorgio e del Beato Alberto da Villa d'Ogna. Sulla sinistra, vi è una tela di autore sconosciuto raffigurante Maria Maddalena che assiste alla risurrezione di Lazzaro.
Vasca battesimale
La vasca battesimale quattrocentesca è collocata in fondo alla navata sinistra, è la parte più antica della chiesa risalente alla quattrocentesca chiesa Plebana. Formata nella tipica forma ottagonale posta su di un supporto a gambo di calice, lavorato a fogliame. Vi si trova l'effige di santo Stefano, del Cristo Risorto, della crocifissione, del battesimo di Gesù, san Giovanni, san Pietro, sant'Alessandro e di Maria Vergine con la scritta Virginis Instactae Fraternitas Inicium perché proprio dalla confraternita della Concezione fu finanziata.
Pulpito Confessionale
Il pulpito confessionale si trova a metà della navata di sinistra, opera di scuola fantoniana, realizzato in marmi policromi e sovrastato da un baldacchino in legno intarsiato e dorato; mentre i quattro telamoni furono eseguiti da Andrea Fantoni due anni prima della sua morte.

### Organo a canne
Sulle due cantorie dell'abside, entro delle casse lignee con prospetto a tre campate e mostra di canne di principale, si trova l'organo a canne, costruito nel 1960 dai Fratelli Ruffatti e restaurato dagli stessi nel 1994.
La consolle, mobile indipendente, è situata nella navata, lungo la parete di sinistra, ha tre tastiere di 61 note ciascuna ed una pedaliera concavo-radiale di 32 note. Lo strumento è a trasmissione elettronica ed ha un totale di 65 registri.